# Charon gervaisi
Charon gervaisi är en spindeldjursart som beskrevs av Harvey och West 1998. Charon gervaisi ingår i släktet Charon och familjen Charontidae. Inga underarter finns listade i Catalogue of Life.